# Epsilon (foguete)

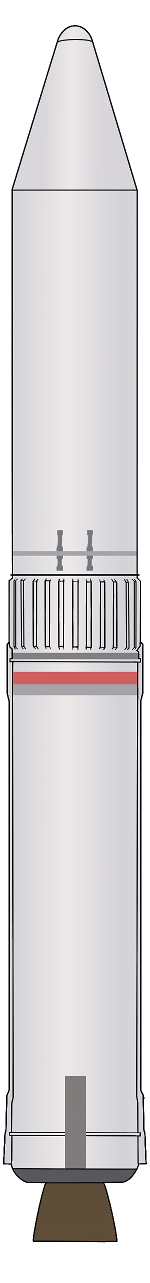
Foguete Epsilon

O Foguete Epsilon (イプシロンロケット, Ipushiron roketto) é um foguete espacial japonês de combustível sólido projetado para lançar satélites científicos. O mesmo foi projetado para substituir o maior e mais caro foguete M-V que foi aposentado em 2006. A Agência Japonesa de Exploração Aeroespacial (JAXA) começou a desenvolver o Epsilon, em 2007. Ele é projetado para ser capaz de colocar uma carga de 1,2 tonelada em órbita terrestre baixa.

## Histórico de lançamento
Os foguetes Epsilon são lançados a partir de uma plataforma no Centro Espacial de Uchinoura anteriormente usado para lançar foguetes Mu. O lançamento foi realizado a um custo de US $ 38 milhões.
Em 27 de Agosto de 2013, o primeiro lançamento planejado do foguete teve de ser interrompida 19 segundos antes da decolagem por causa de uma transmissão de dados que deu errado. Um computador baseado no solo havia tentado receber dados do foguete 0,07 segundos antes que as informações foram realmente transmitidas.
A versão inicial do Epsilon tem uma capacidade de carga útil para a órbita baixa da Terra de até 500 kg, com a versão operacional esperada para ser capaz de colocar 1.200 kg em uma órbita terrestre baixa 250 por 500 km, ou 700 kg para uma órbita circular a 500 km, com o auxílio de uma etapa abastecida de hidrazina.
| Data/Hora (UTC)                 | Estágios | Carga             | Órbita (km)        | Resultado | Observações     | Imagem |
| ------------------------------- | -------- | ----------------- | ------------------ | --------- | --------------- | ------ |
| 14 de setembro de 2013, 05:00   | 4        | SPRINT-A (HISAKI) | 950 x 1,150 x 31°  | Sucesso   | 340 kg satélite |        |
| 20 de dezembro de 2016, 11:00   | 3        | (ARASE)           | 300 x 33,200 x 31° | Sucesso   | 350 kg satélite |        |
| 17 de janeiro de 2018, 21:06:11 | 4        | ASNARO-2          | 500                | Sucesso   | 570 kg          |        |